# بشقابی کالیفرنیا
بشقابی کالیفرنیا (نام علمی: Scutellaria californica) نام یک گونه از سرده بشقابی است.